# NGC 201
NGC 201 (również PGC 2388, UGC 419 lub HCG 7C) – galaktyka spiralna z poprzeczką (SBc), znajdująca się w gwiazdozbiorze Wieloryba. Została odkryta 28 grudnia 1790 roku przez Williama Herschela. Galaktyka ta należy do zwartej grupy Hickson 7.